# Stade Henryk-Reyman
Le stade Henryk-Reyman (Stadion Miejski im. Henryka Reymana en polonais) est un stade de football situé à Cracovie, en Pologne. Construit de 1910 à 1914, il est la résidence du Wisła Cracovie, l'un des plus grands clubs du pays, depuis le 16 avril 1914, date de son inauguration, à l'exception des périodes 1915-1922 et 1946-1953 où il a été reconstruit après respectivement un incendie et une tempête, qui ont entraîné sa destruction totale.
Il est le sixième stade polonais en nombre de places disponibles, derrière les enceintes de Varsovie, Chorzów, Wrocław, Poznań  et Gdańsk, avec une capacité de 33 326 spectateurs. Il devrait être évalué par l'UEFA au rang de stade élite.
Sa rénovation a pris fin en octobre 2011.

## Historique

### La pose des premières pierres
Le football à Cracovie ayant fait son apparition, les dirigeants du Wisła Cracovie désirent se munir d'un stade pour leur toute nouvelle équipe, à l'instar de leur rival, le KS Cracovia. Dès 1906, date de la fondation du club, ils s'attellent donc à trouver un terrain pour lancer la construction de leur future enceinte. En 1909, la ville propose de louer les terrains de l'Avenue Mickiewicz, mais cette proposition tombe à l'eau, le Wisła ne pouvant pas remplir les conditions du bail.
Quelque temps plus tard, des terres de la Rue Oleandry lui sont accordées, et le Wisła Cracovie commence alors la construction de son stade. Le 16 avril 1914, il est inauguré face au Czarni Lvov, et voit la première victoire de son hôte trois buts à deux.

### Des destructions et reconstructions successives
Cependant, le stade Oleandry n'accueille les matches de la Biała Gwiazda que durant une année, étant détruit par un incendie.
Après avoir retrouvé son indépendance, la Pologne met tout en œuvre pour reconstruire ses stades. Cette fois-ci, c'est le Parc Henryk Jordan qui est choisi, situé à quelques pas de l'ancien site, dévasté par la guerre. Le 8 avril 1922, huit ans après l'inauguration de la première édition du stade Oleandry, celle du second a lieu. Le Wisła y gagne ses premiers titres, comme le championnat en 1927 et 1928. Malgré la Seconde Guerre mondiale, Cracovie, capitale des territoires occupés polonais, est globalement préservée des bombardements et de destructions massives nazis. Deux années après la libération de la Pologne, une tempête entraîne la destruction totale du stade.

### Un troisième stade à «Reymonta»
Devant la popularité montante du football, le Wisła Cracovie veut se doter d'un stade à la hauteur de ses ambitions et de l'attente des fans. Après sept ans de reconstruction, le Stadion Wisły sort de terre en mai 1953, avec ses toutes nouvelles tribunes, capables d'accueillir trente-cinq mille personnes, et sa piste d'athlétisme. À l'été 1972, le stade se dote d'un éclairage, utilisé pour la première fois le 11 juin contre le Legia Varsovie, lors du match nul un but partout du Wisła.

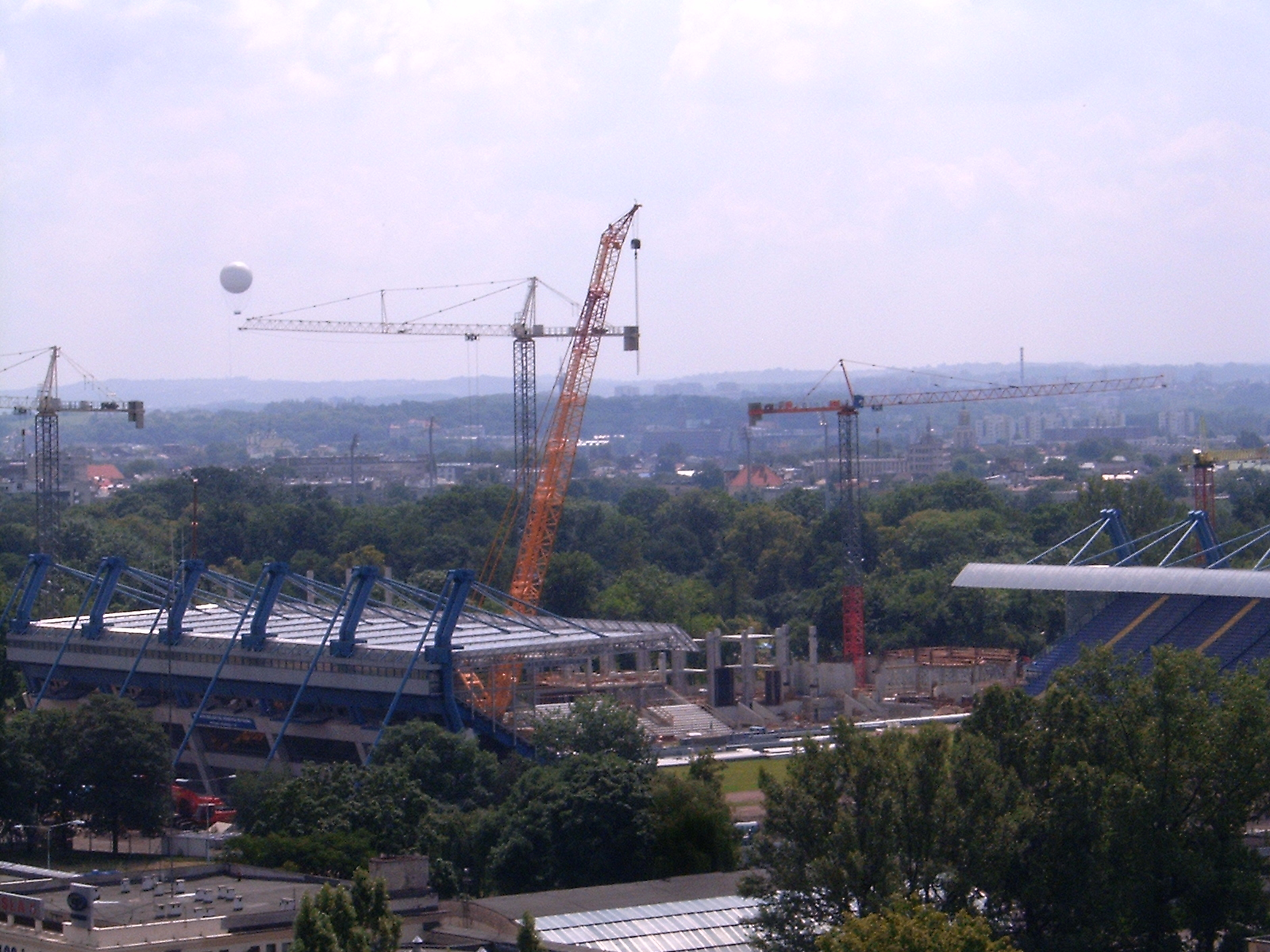
Rénovation du stade.

Le 29 octobre 1976, l'affluence du match Wisła Cracovie - Celtic Glasgow en Coupe UEFA bat les précédents records, quarante-cinq mille personnes ayant en effet assisté au doublé de Kazimierz Kmiecik et à la belle qualification du Wisła pour les seizièmes de finale (victoire deux buts à zéro). Au match aller, les rouges et blancs avaient obtenu le nul à Celtic Park deux buts partout.

#### Rénovation
En 1998, le Wisła Cracovie fait appel à un architecte pour moderniser le stade. Le coût total du projet s'élève à quatre-vingt-douze millions de złotys, et porte la capacité de l'enceinte à 20 732 places en 2004. Le Stadion Wisły est alors découpé en quatre parties : les tribunes nord, sud, est et ouest. La piste d'athlétisme est également supprimée, et un système de chauffage sous le gazon est installé, ce qui est alors unique en Pologne. Des toits provisoires sont montés.
Le 23 janvier 2008, le stade est renommé Henryk Reyman, en hommage au célèbre attaquant cracovien présent au club de 1910 à 1933 et meilleur buteur du championnat lors des deux premiers titres du Wisła. Un an plus tard, le stade est sélectionné dans la liste de réserve concernant l'organisation de l'Euro 2012, disputé en Pologne et en Ukraine, puis retiré le 13 mai 2009.

#### Projet en cours
| Tribune | Capacité | Coût               |
| Nord    | +05 657, | +08 412 939, euros |
| Sud     | +05 657, | +08 308 679, euros |
| Ouest   | +09 181, | +36 503 941, euros |
| Est     | +12 831, | +34 343 999, euros |
| Total   | 33 326   | 87 569 558 euros   |
| ------- | -------- | ------------------ |

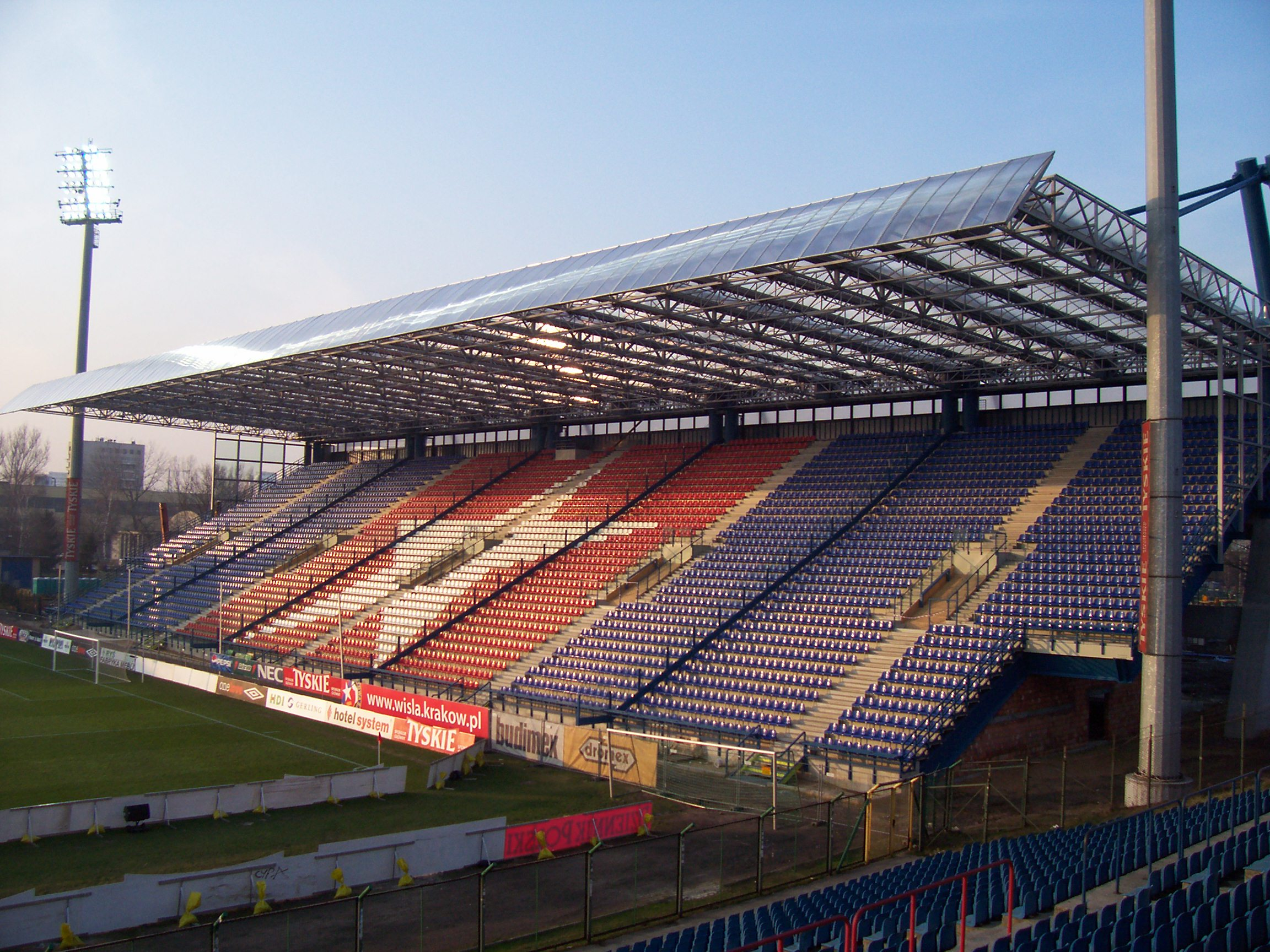
La Tribune Nord

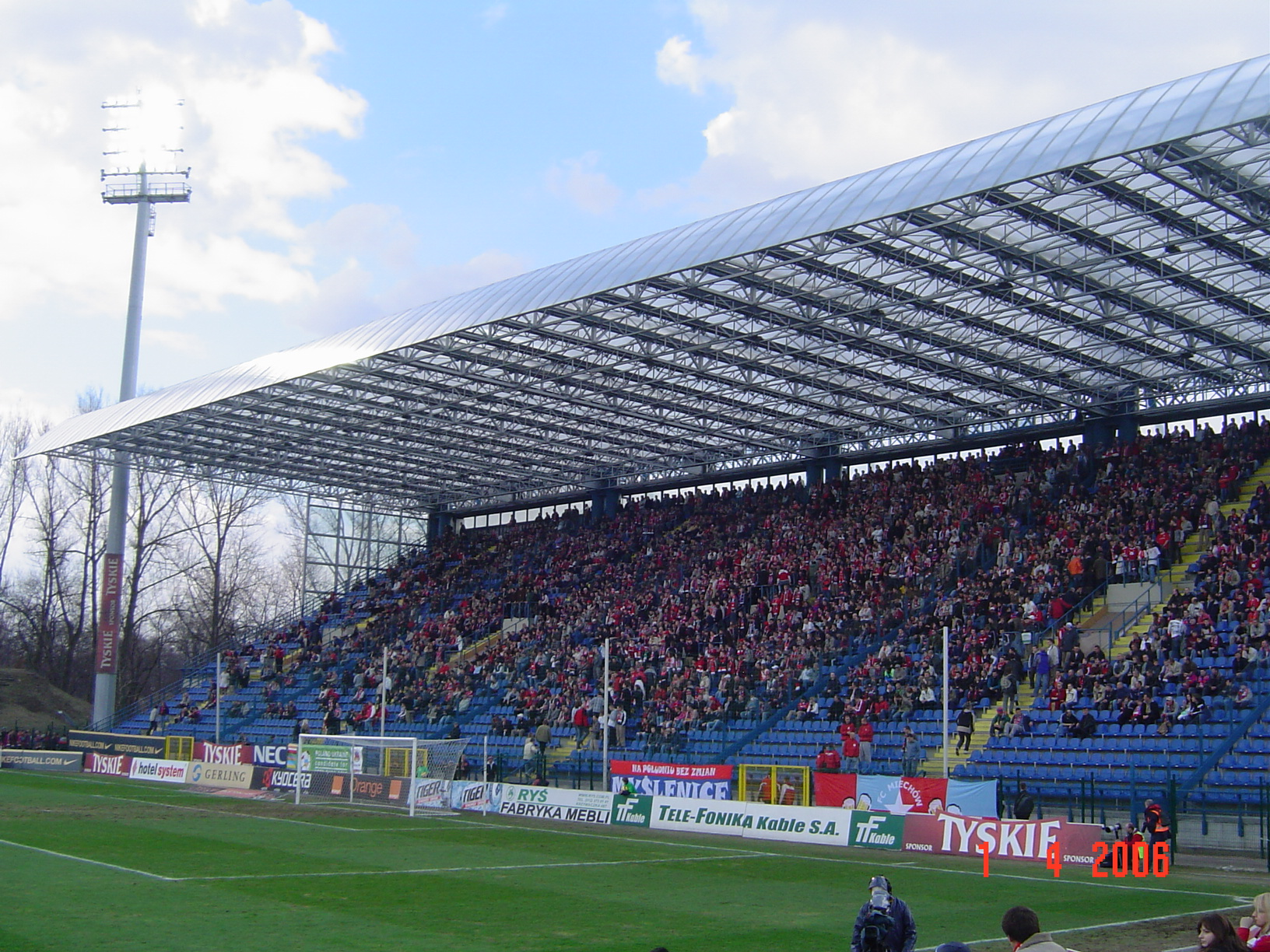
La Tribune Sud.

Dans le projet retenu, la forme du stade, héritage du passé, est conservée. Les deux tribunes situées derrière les buts sont conservées et simplement rénovées, alors que celles latérales sont complètement détruites et reconstruites. Un pavillon média est également érigé dans le coin des tribunes ouest et sud.
Avec l'attribution de l'Euro 2012 à la Pologne et à l'Ukraine, il est décidé que les tribunes ouest et est contiendront un étage supplémentaire, selon les plans d'un quatrième concept du projet, ainsi que dans les coins nord-est et sud-est. Cela fait donc passer la capacité du stade de 21 500 à plus de 30 000 places, totalement couvertes par le toit.
Une grande loge présidentielle est aussi présente, d'une superficie de deux-cent-cinquante mètres carrés. Elle contient trente-trois petites salles, appelées « skyboxy ». Chacune est séparée du terrain par une vitre et des autres salles par une entrée qui lui est propre. Des sièges en cuir sont installés dans ces succursales, capables d'accueillir 1 638 personnes. 128 sièges sont également mis à disposition pour les personnes handicapées.
Un musée est aménagé, ainsi qu'une boutique de cadeaux pour les fans du Wisła et les visiteurs. Pour l'architecte du stade, Wojciech Obtulowicz, le but de ces aménagements est de donner au stade « l'atmosphère d'un théâtre ».
Fin 2011, la capacité du stade Henryk Reyman devrait être portée à 33 326 places. Cependant, elle devrait être réduite à 32 883 en championnat, certaines parties du stade étant utilisées comme zones de no man's land entre supporters adverses.

## Structure et équipements

### Tribunes

#### Tribune Nord
La Tribune Nord est la copie conforme de la Tribune Sud, et est totalement rénovée de janvier 2006 à janvier 2007. Sa rénovation est copiée sur celle de son vis-à-vis, commencée plus d'un an auparavant. Le toit, soutenu par ses piliers, est l'élément le plus difficile à travailler, puisqu'il a fallu plus de deux mois aux ouvriers pour le terminer.
L'intérieur de la tribune se trouve dans un état brut, au détriment du confort des spectateurs.
En octobre 2009, les responsables du stade et du projet constatent que le chantier avance très lentement, et que les coûts de construction explosent. Un nouvel investisseur est alors recherché.

### Le Pavillon Média
| Renseignements généraux | Renseignements généraux         |
| Capacité                | 200 places (salle principale)   |
| Surface                 | 335 mètres ² (salle principale) |
| Hauteur                 | 16 mètres                       |
| Diamètre                | 22 mètres                       |
| Construction            | Construction                    |
| Période                 | septembre 2007 à janvier 2008   |
| Entrepreneur            | Budimex SA                      |
| Coût                    | 2 721 730 euros                 |
| ----------------------- | ------------------------------- |

Le Pavillon Média est le produit des constatations faites par les trois premiers projets du stade, qui signalaient le manque de développement des installations médiatiques. Il est situé au coin des tribunes ouest et sud, et relié avec leurs parties inférieure et supérieure.
Au rez-de-chaussée, appelé zone mixte, les joueurs peuvent donner des interviews aux journalistes, mais aussi se restaurer. Cette zone contient également les locaux techniques. Au premier étage, une salle de conférence a été construite, composée d'un grand écran et d'un rétroprojecteur suspendu à son sommet. Bien que la capacité initiale soit de cent-vingt places, la salle principale peut accueillir jusqu'à deux cents personnes.
Le Pavillon Média présente également une terrasse, sur lequel un studio de télévision est installé, alors qu'il était auparavant présent sur le terrain. Des caméras peuvent y filmer des séquences de matches, la vue depuis le balcon étant excellente.

## Affluences
| - Saison 2004-2005 : - Moyenne : 9 615 - Capacité du stade : 10 456 - Taux de remplissage moyen : 92 % - Saison 2005-2006 : - Moyenne : 10 467 - Capacité du stade : 15 072 - Taux de remplissage moyen : 70 % | - Saison 2006-2007 : - Moyenne : 9 877 - Capacité du stade : 20 732 - Taux de remplissage moyen : 48 % - Saison 2007-2008 : - Moyenne : 14 967 - Capacité du stade : 20 732 - Taux de remplissage moyen : 72 % | - Saison 2008-2009 : - Moyenne : 12 473 - Capacité du stade : 15 944 - Taux de remplissage moyen : 78 % |

Source : 90minut.pl

## Supporters

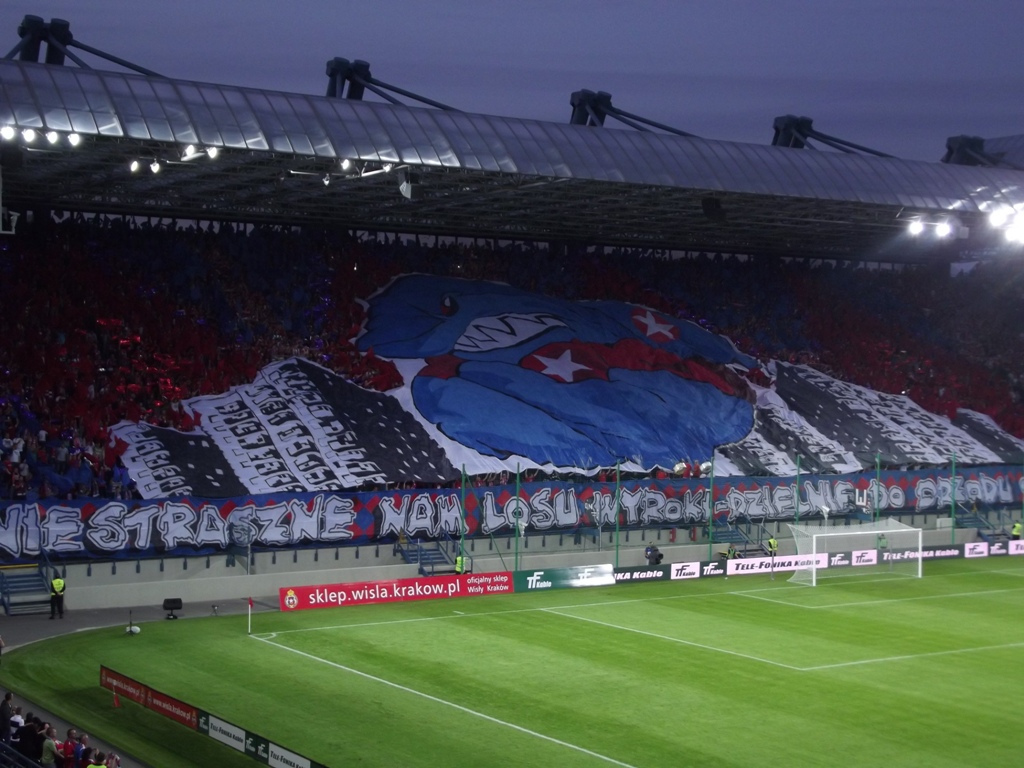
Tifo des supporters du Wisła.

Le principal groupe de supporters du Wisła Cracovie se trouvaient dans la tribune est du Stadion Wisły (connue sous le nom de « secteur X »), jusqu'à ce que celle-ci soit démolie. Ils ont alors déménagé vers la tribune nord.
Ces fans se tiennent debout et supportent leur équipe durant toute la durée d'un match, au détriment parfois du confort. Pour cette raison, ce groupe est surnommé l'« Armée de l'Étoile Blanche ». Au pied de la tribune se trouve une plate-forme destinée aux grosses caisses et au « leader » du kop. Les sièges de cette même tribune sont disposés de telle manière qu'une étoile blanche, symbole du club, apparaisse au centre sur un fond rouge. Ceci a été décidé par les dirigeants du Wisła, qui désiraient que leur symbole orne leur stade, et en l'occurrence les tribunes.